# Aoranthe
Aoranthe es un género con cinco especies de plantas con flores perteneciente a la familia Rubiaceae. Es originario del África tropical.

## Taxonomía
El género fue descrito por Carl Somers y publicado en Bulletin du Jardin Botanique National de Belgique 58: 64. 1988. La especie tipo es: Aoranthe nalaensis

## Especies aceptadas
A continuación se brinda un listado de las especies del género Aoranthe aceptadas hasta mayo de 2015, ordenadas alfabéticamente. Para cada una se indica el nombre binomial seguido del autor, abreviado según las convenciones y usos.	
- Aoranthe annulata
- Aoranthe castaneofulva
- Aoranthe cladantha
- Aoranthe nalaensis
- Aoranthe penduliflora